# Saga Siglar
Le Saga Siglar est le nom donné à une réplique norvégienne d'un bateau viking de type Knarr, le Skuldelev 1 qui est exposé au Musée des navires vikings de Roskilde à Roskilde au Danemark. Cette épave a été découverte en 1962, avec quatre autres épaves du XIe siècle, dans le fjord de Roskilde.

Le Saga Siglar, construit en 1983, a servi à l'aventurier et écrivain norvégien Ragnar Thorseth (no) pour effectuer une Circumnavigation en famille (1985-87).
Le Saga Siglar a coulé en mai 1992 lors d'une tempête en mer Méditerranée.

## Construction
Le Saga Siglar a été construit à Volda dans le Comté de Møre og Romsdal. La quille, l'étrave, le gouvernail, les membrures et le pont ont été réalisés en chêne, le reste du bateau en pin. Des clous galvanisés ont été utilisés pour fixer les planches et de la laine de mouton enduite pour le calfeutrage. Des pierres rondes posées sur du branchage de bouleau pour protéger le fond du navire ont servi pour le lest.

Le bateau a été lancé le 17 mai 1983 et baptisé par l'archéologue Anne Stine Ingstad du Sunnmøre Museum (no) d'Ålesund.

## Tour du monde
Pour effectuer le tour du monde, le navire a été équipé d'un moteur diesel SAAB de 22 cv alimentant deux générateurs pour actionner six pompes d'assèchement. Deux conteneurs ont été installés sur le pont (les couchettes sur l'avant, la cuisine-salon sur l'arrière) et une citerne d'eau douce de 1 200 litres. 

Le voyage débute le 18 juin 1985 par la route du nord, celle des anciennes colonies viking d'Islande et du Groenland pour arriver à Terre-Neuve au village de l'Anse aux Meadows. Les destinations américaines suivantes sont Halifax, Boston, New York, Hudson River, les Grands Lacs, Détroit, Chicago, à travers le fleuve Mississippi à la Nouvelle-Orléans, dans le golfe du Mexique , St. Petersburg et Miami en Floride. Puis les Bahamas, la Jamaïque, la Colombie, le canal de Panama pour rejoindre l'océan Pacifique, les Îles Galápagos, les Îles Marquises, l'Archipel des Tuamotu, Tonga, les Îles Fidji, Sydney et Darwin en Australie, Singapour, le Sri Lanka , la traversée de la mer Rouge et le canal de Suez, la Méditerranée, la Crète, Naples, Monaco et Marseille, les voies navigables et les canaux jusqu'à Paris et Le Havre et dans la Manche à Douvres et Londres. La dernière étape s'est effectuée en mer du nord, Roskilde, Oslo, Bergen, Trondheim et Tromsø. Le premier tour du monde sur un bateau viking se termine à l'Île Gurskøya, lieu de sa construction.